# Mollet del Vallès
Mollet del Vallès település Spanyolországban, Barcelona tartományban. Lakosainak száma 52 283 fő (2024).

## Földrajza
Mollet del Vallès Montcada i Reixac, Palau-solità i Plegamans, Lliçà de Vall, Parets del Vallès, Montmeló, Martorelles, Sant Fost de Campsentelles, La Llagosta és Santa Perpètua de Mogoda községekkel határos.

## Testvértelepülések
- Rivoli
- San Juan de Cinco Pinos
- Ravensburg

## Népesség
A település lakosságának változását az alábbi diagram mutatja:
| Lakosok száma | 476  | 2012 | 6219 | 8303 | 38 272 | 50 691 | 52 484 | 51 719 | 51 318 | 52 283 |
|               | 1717 | 1887 | 1936 | 1960 | 1986   | 2004   | 2009   | 2014   | 2019   | 2024   |